# Turcja na Mistrzostwach Świata w Lekkoatletyce 2015
Turcja na Mistrzostwach Świata w Lekkoatletyce 2015 – reprezentacja Turcji podczas czempionatu w Pekinie liczyła 12 zawodników, którzy nie zdobyli medalu.

## Występy reprezentantów Turcji

### Mężczyźni

#### Konkurencje biegowe
| Konkurencja                   | Zawodnik            | Runda 1    | Runda 1 | Półfinał   | Półfinał | Finał    | Finał   |
| Konkurencja                   | Zawodnik            | Rezultat   | Pozycja | Rezultat   | Pozycja  | Rezultat | Pozycja |
| ----------------------------- | ------------------- | ---------- | ------- | ---------- | -------- | -------- | ------- |
| Bieg na 100 m                 | Jak Ali Harvey      | 10,04      | 12. Q   | 10,08      | 15.      | NQ       | NQ      |
| Bieg na 200 m                 | Ramil Guliyev       | 20,01 (NR) | 1. Q    | 20,10      | 6. q     | 20,11    | 6.      |
| Bieg na 1500 m                | İlham Tanui Özbilen | 3:38,28    | 4. Q    | 3:45,70    | 22.      | NQ       | NQ      |
| Bieg na 5000 m                | Ali Kaya            | 13:21,46   | 9. q    | —          | —        | 13:56,51 | 9.      |
| Bieg na 10 000 m              | Ali Kaya            | —          | —       | —          | —        | 24:43,69 | 7.      |
| Bieg na 400 m p.pł            | Yasmani Copello     | 48,89      | 5. Q    | 48,46 (NR) | 5. q     | 48,96    | 6.      |
| Bieg na 3000 m z przeszkodami | Halil Akkaş         | 8:54,04    | 30.     | —          | —        | NQ       | NQ      |
| Maraton                       | Bekir Karayel       | —          | —       | —          | —        | DNS      | DNS     |

#### Konkurencje techniczne
| Konkurencja | Zawodnik   | Eliminacje | Eliminacje | Finał    | Finał   |
| Konkurencja | Zawodnik   | Rezultat   | Pozycja    | Rezultat | Pozycja |
| ----------- | ---------- | ---------- | ---------- | -------- | ------- |
| Rzut młotem | Eşref Apak | 73,01      | 17.        | NQ       | NQ      |

### Kobiety

#### Konkurencje biegowe
| Konkurencja                   | Zawodnik      | Runda 1      | Runda 1 | Półfinał | Półfinał | Finał    | Finał   |
| Konkurencja                   | Zawodnik      | Rezultat     | Pozycja | Rezultat | Pozycja  | Rezultat | Pozycja |
| ----------------------------- | ------------- | ------------ | ------- | -------- | -------- | -------- | ------- |
| Bieg na 3000 m z przeszkodami | Özlem Kaya    | 9:30,23 (PB) | 15. q   | —        | —        | 9:34,66  | 13.     |
| Bieg na 3000 m z przeszkodami | Tuğba Güvenç  | 9:58,07      | 35.     | —        | —        | —        | —       |
| Maraton                       | Sultan Haydar | —            | —       | —        | —        | 2:47,11  | 43.     |

#### Konkurencje techniczne
| Konkurencja | Zawodnik      | Eliminacje | Eliminacje | Finał    | Finał   |
| Konkurencja | Zawodnik      | Rezultat   | Pozycja    | Rezultat | Pozycja |
| ----------- | ------------- | ---------- | ---------- | -------- | ------- |
| Rzut młotem | Kıvılcım Kaya | 67,98      | 20.        | NQ       | NQ      |